# GP2 Series
GP2 Series var en formelbilsklass strax under Formel 1 som år 2005 ersatte formel 3000. Till skillnad från Formel 1 körde man två race per helg, som i många andra klasser. Under vintertid körde man, mellan 2008 och 2011, en asiatisk serie, kallad GP2 Asia Series. Säsongen 2012 slogs GP2 Asia ihop med huvudserien för att bilda ett så starkt startfält som möjligt. Serien ersattes 2017 med FIA Formula 2 Championship.

## Externa länkar

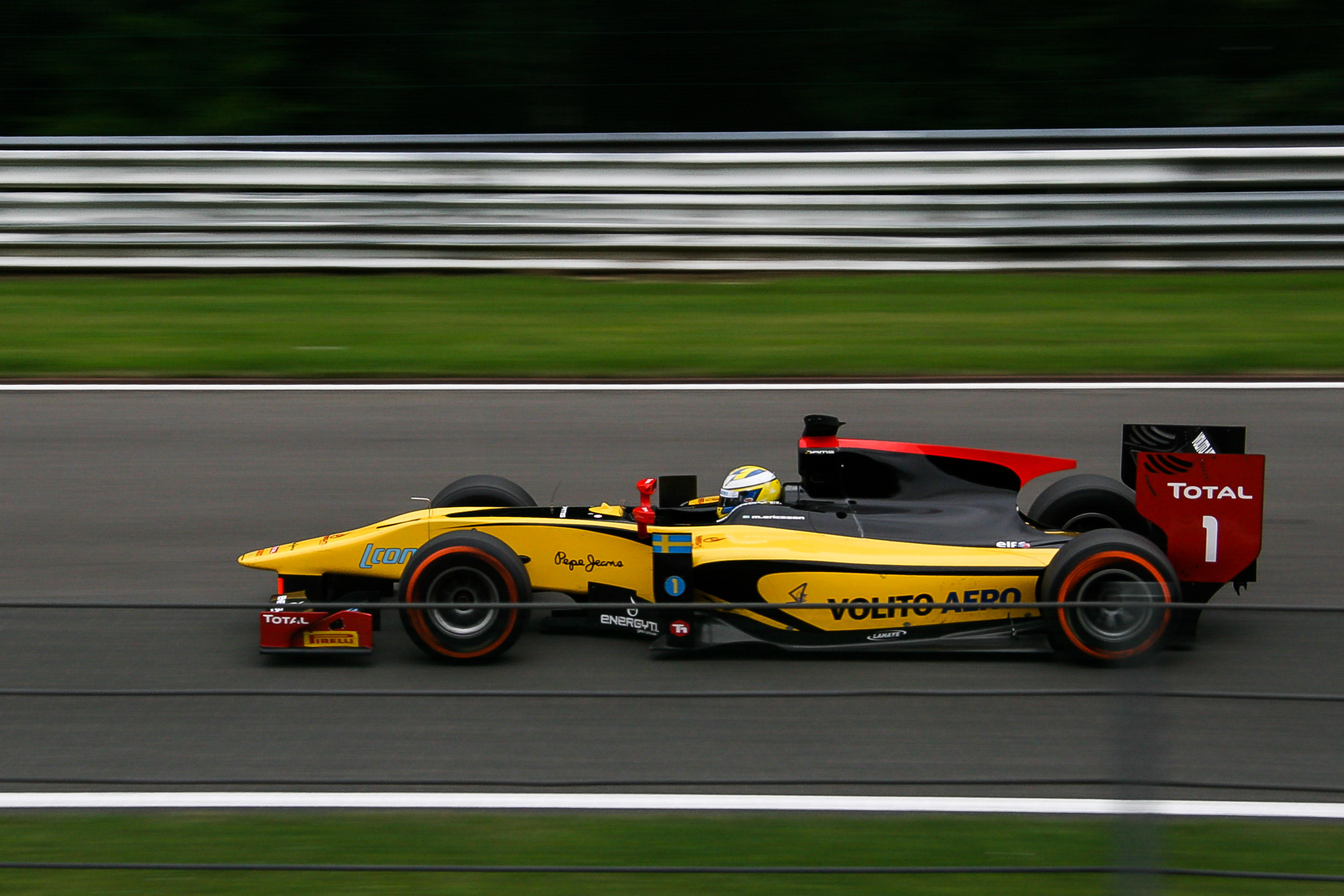
Marcus Ericsson på Circuit de Spa-Francorchamps 2013.

## Säsonger
| Säsong | Mästare           | Tvåa               | Trea              |
| ------ | ----------------- | ------------------ | ----------------- |
| 2005   | Nico Rosberg      | Heikki Kovalainen  | Scott Speed       |
| 2006   | Lewis Hamilton    | Nelson Piquet Jr.  | Alexandre Prémat  |
| 2007   | Timo Glock        | Lucas di Grassi    | Giorgio Pantano   |
| 2008   | Giorgio Pantano   | Bruno Senna        | Lucas di Grassi   |
| 2009   | Nico Hülkenberg   | Vitalij Petrov     | Lucas di Grassi   |
| 2010   | Pastor Maldonado  | Sergio Pérez       | Jules Bianchi     |
| 2011   | Romain Grosjean   | Luca Filippi       | Jules Bianchi     |
| 2012   | Davide Valsecchi  | Luiz Razia         | Esteban Gutiérrez |
| 2013   | Fabio Leimer      | Sam Bird           | James Calado      |
| 2014   | Jolyon Palmer     | Stoffel Vandoorne  | Felipe Nasr       |
| 2015   | Stoffel Vandoorne | Alexander Rossi    | Sergey Sirotkin   |
| 2016   | Pierre Gasly      | Antonio Giovinazzi | Sergey Sirotkin   |